# Designprijs
Een designprijs is een erkenning van waardering voor het werk van een vormgever. Deze erkenning kan bestaan uit het toekennen van een geldbedrag, de mogelijkheid voor een overzichtstentoonstelling, het uitbrengen van een catalogus of een combinatie hiervan. Bij enige algemene cultuurprijzen, waaronder de Prix de Rome, worden ook prijzen uitgereikt op het gebied van de vormgeving.  
Designprijzen hebben net als kunstprijzen een langere geschiedenis, en staan soms internationaal in hoog aanzien. Zo ontving de ontwerper Rudolf Wolf als eerste Nederlander in 1964 de jaarprijs voor het beste internationale ontwerp van het American Institute of Interior Designers uit New York.

## Belgische designprijzen
- Belgisch Designer van het Jaar
- Biennale Interieur-evenementen in Kortrijk met uitreiking van designprijzen

## Nederlandse designprijzen
Algemene designprijzen:
- Nederlandse Meubelprijzen, uitgereikt van 1985 tot 1998
- Rotterdam designprijs, uitgereikt van 1993 tot 2013
- Benno Premselaprijs, uitgereikt van 2000 tot 2012
- Nederlandse Design Prijzen begon in 2003, sinds 2008 uitgereikt als Dutch Design Awards

Meer specifieke designprijzen zijn:
- Gerrit Noordzij-prijs
- Grafische Cultuurprijs
- H&M Design Award
- Paul Mijksenaar Design for Function Award
- Piet Zwart Prijs
- Red Dot
- TheaterAffichePrijs